# Alpeenghavre
Alpeenghavre (Helictotrichon sempervirens), ofte skrevet alpe-enghavre, er en stedsegrøn staude med en tuedannende vækstform. Bladranden er forsynet med kisel, der gør den knivskarp.

## Beskrivelse
Vækstpunkterne sidder beskyttet inde midt i bladknipperne. Derfra skyder de stive, linjeformede blade til vejrs. Over- og undersiderne er ensartet blågrønne. Bladranden er forsynet med kisel, der gør den knivskarp. Fra vækstpunktet skyder de lange, blomsterbærende stængler frem. De bærer blomsterne i uregelmæssige toppe af fåblomstrede småaks. Stængler og frø modner til en gyldengul farve om efteråret.
Rodnettet er kraftigt og dybtgående. 
Højde x bredde og årlig tilvækst: 0,60 x 0,60 m (60 x 5 cm/år), heri ikke medregnet de 1,50 m lange blomsterskud. 

## Hjemsted
Arten hører hjemme i Alperne, hvor den findes som et relikt fra istiden på sætere og i alpine områder på kalkbund sammen med bl.a. blodrød storkenæb, dunet vejbred, hulkravet kodriver, knoldet mjødurt og voldtimian.

## Anvendelse
Planten trives i haver, men kræver kalk og godt dræn.
| Portal | Portal:Botanik |